# 聖達菲 (聖達菲區)
聖達菲（西班牙語：Santa Fe），是巴拿馬的城鎮，位於該國中西部，由貝拉瓜斯省的聖達菲區負責管轄，面積145.1平方公里，海拔高度1,000米，2010年人口3,047，人口密度每平方公里21人。